# Océano de Jápeto

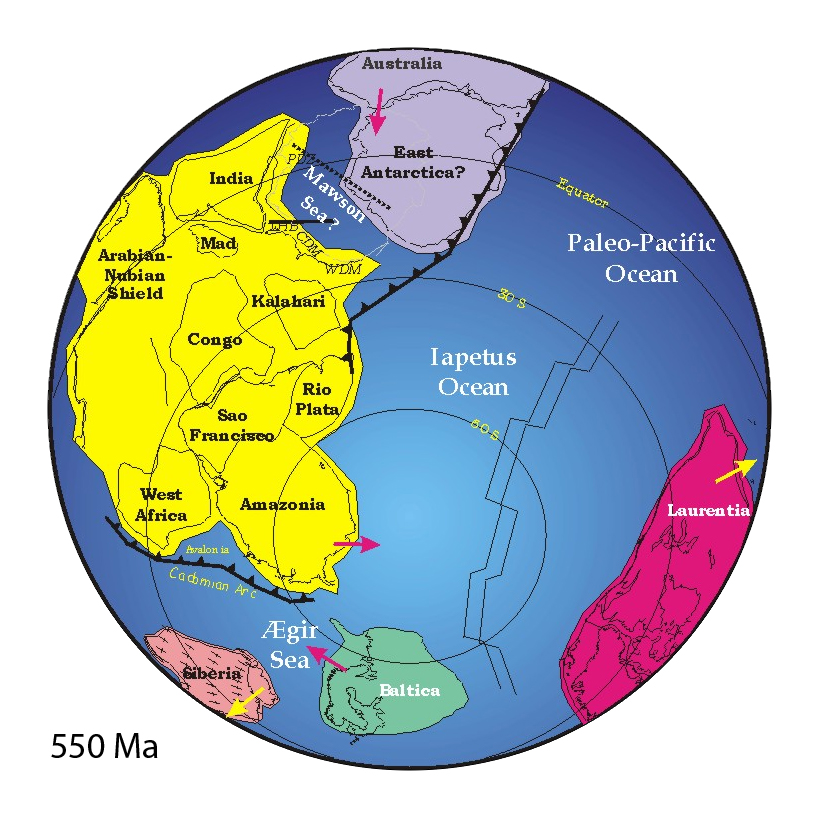
Continentes y océano de Jápeto, hace 500 millones de años

Mapa del Atlántico Norte tras la orogenia caledónica. Los fósiles del Cámbrico y Ordovícico son diferentes a ambos lados de la línea roja que marca el cierre oceánico, probando la existencia del océano de Jápeto antes de dicha orogenia.

El océano de Jápeto u océano de Iapetus fue un océano que existió hace entre 600 y 400 millones de años, entre los periodos neoproterozoico y paleozoico, este océano se formó a raíz de la separación de Proto-laurasia. En el hemisferio sur de la Tierra, este océano estaba ubicado entre Laurentia o Laurencia (Escocia, Norteamérica y Groenlandia) al oeste, Báltica formado por (Escandinavia y Europa oriental) al este y Avalonia (Reino Unido, Europa noroccidental) al sur además de otras tierras menores emergidas y situadas al oeste de Avalonia (son las tierras que forman actualmente parte de Nueva Inglaterra, Nueva Escocia y Acadia).
El océano de Jápeto es considerado precursor del actual océano Atlántico, de ahí que toma el nombre del titán Jápeto, padre de Atlas en la mitología griega, que a su vez, origina el nombre de Atlántico para designar al océano que está más allá de las Columnas de Hércules (estrecho de Gibraltar).
Forma parte de este océano el mar de Tornquist situado entre Avalonia y Báltica
Este océano desapareció cuando tras las orogenias caledónica, acádica y tacónica, todas las masas continentales se unieron para formar un gran supercontinente denominado Laurasia o Euramérica entre los periodos cámbrico y ordovícico hace 400 millones de años.